# Leptopus
Leptopus es un género de plantas con flores perteneciente a la familia Phyllanthaceae. Es el único género de la subtribu  Leptopinae y comprende 10 especies distribuidas por Asia, Australia y América.

## Especies
- Leptopus australis
- Leptopus chinensis
- Leptopus clarkei
- Leptopus cordifolius
- Leptopus emicans
- Leptopus fangdingianus
- Leptopus hainanensis
- Leptopus pachyphyllus
- Leptopus robinsonii